# 蔡芳裕
蔡芳裕（英語：Choi Fong Yue，1974年6月6日—），生於香港，已退役香港籃球運動員，擔任中鋒，暱稱「阿裕」，現時擔任香港甲一籃球聯賽球隊東方領隊。2018年加入香港香港體育播放平台體通天下當廣東話評述員。

## 籃球生涯
蔡芳裕生於香港，中學就讀聖若瑟書院，於珠海學院畢業，在16歲時被徐錦祥教練賞識，學習三年籃球後，就加盟展時開始甲一生涯，及後由母會轉會至威立，及後再轉到永倫、南華、福建等本地班霸、再重返永倫，蔡芳裕每次都能為球隊贏得錦標，在1997至98年度更榮獲香港籃球學會所頒發的最佳表現球員獎。並於1997年協助威立奪得亞洲冠軍球會盃，及後曾入選亞洲明星隊。1998年10月蔡芳裕以月薪4000美元與台灣球隊達欣虎簽下一年合約，出戰中華職籃，1999年1月因自覺無法適應CBA而返回香港。蔡芳裕在1995至2008年為香港代表隊主力成員，於2009年7月11日贏到球員生涯的第一隻冠軍指環，在2013年初協助永倫成功衞冕聯賽總冠軍，賽後經過與會方商討，決定改以教練兼球員身份繼續貢獻球隊，及後助永倫連續3屆贏得甲一總冠軍，直至2013年7月2日，蔡芳裕於灣仔修頓球場舉行的香港男子甲一籃球季後賽以正選上陣，並協助球隊以86–78擊敗福建，賽後蔡芳裕正式榮休，轉任球隊教練。

## 家庭生活
蔡芳裕家中有6名成員，2009年6月5日與迎娶拍拖14年的前香港女排隊長譚若渝在如心海景酒店會議中心筵開四十多席的婚宴。1998年加入評述員行列，第一場評述的是NBA賽事，2004年加入有線電視，最喜愛已退役球星是米高佐敦、奥拉祖雲和姚明，而最喜愛的現役球星是勒邦占士，最喜愛的球會是侯斯頓火箭，最喜愛的國家隊是中國和希臘。

## 教練生涯
蔡芳裕於2001年10月開始入讀北京體育大學運動訓練證書課程，曾任教永倫、香港男子籃球代表隊、新法書院及屈臣氏體育會。2012年5月，蔡芳裕與隊友方誠義、呂楚威、香振強和潘志豪合資開設籃球學校。2011年9月21日，蔡芳裕擔任香港男子籃球代表隊副教練，直至2015年，他擔任全港首支職業籃球隊東方副領隊。

## 外部連結
- 蔡芳裕在Eurobasket.com（球員）（英语）